# Trent Sullivan
Trent Sullivan (ur. 8 kwietnia 1993 w Sydney) – australijski aktor dziecięcy. Znany jest głównie z roli Elliota Gilberta, młodszego brata Emmy Gilbert (granej przez Claire Holt), w serialu H2O – wystarczy kropla.
Karierę filmową rozpoczął w wieku 4 lat, odgrywając rolę Ruperta w komediodramacie Szansa mojego życia. W 2008 roku zerwał z zawodem aktora.

## Filmografia
- 1999: Szansa mojego życia (Me Myself I) – Rupert
- 2001: Hildegarda (Hildegarde) – młody Jeremy
- 2002: Światło wieczne (A Ring of Endless Light) – chłopiec
- 2003: Jeopardy! – Eddie
- 2006: Herkules (Hercules) – Hyllus
- 2006–2008: H2O – wystarczy kropla (H2O: Just Add Water) – Elliot Gilbert
- 2007: Potępiony (The Condemned) – Michael
- 2007: Morski patrol (Sea Patrol) – Oscar Firinu